# Kostrevnica
Kostrevnica – wieś w Słowenii, w gminie Zagorje ob Savi. W 2018 roku liczyła 83 mieszkańców.